# Tour der neuseeländischen Rugby-Union-Nationalmannschaft nach Australien 1991
| Tour der All Blacks nach Australien 1991 | Tour der All Blacks nach Australien 1991 | Tour der All Blacks nach Australien 1991 | Tour der All Blacks nach Australien 1991 | Tour der All Blacks nach Australien 1991 |
| Übersicht                                | S                                        | G                                        | U                                        | N                                        |
| ---------------------------------------- | ---------------------------------------- | ---------------------------------------- | ---------------------------------------- | ---------------------------------------- |
| Test Matches                             | 1                                        | 0                                        | 0                                        | 1                                        |
| Sonstige Spiele                          | 1                                        | 1                                        | 0                                        | 0                                        |
| Gesamt                                   | 2                                        | 1                                        | 0                                        | 1                                        |
|                                          |                                          |                                          |                                          |                                          |
| Australien                               | 1                                        | 0                                        | 0                                        | 1                                        |

Die Tour der neuseeländischen Rugby-Union-Nationalmannschaft nach Australien 1991 umfasste eine Reihe von Freundschaftsspielen der All Blacks, der Nationalmannschaft Neuseelands in der Sportart Rugby Union. Das Team reiste im August 1991 durch Australien und bestritt dort zwei Spiele. Es handelte sich um eine ungewöhnlich kurze Tour, die als Vorbereitung auf die Weltmeisterschaft 1991 diente. Das einzige Test Match gegen die Wallabies endete mit einem Sieg der Australier. Da diese das Test Match während des Gegenbesuchs im weiteren Verlauf des Monates verloren, blieb der Bledisloe Cup in den Händen der Neuseeländer.

## Spielplan
- Hintergrundfarbe grün = Sieg
- Hintergrundfarbe rot = Niederlage

(Test Matches sind grau unterlegt; Ergebnisse aus der Sicht Neuseelands)
| # | Datum           | Gegner       | Ort      | Stadion                 | Ergebnis |
| - | --------------- | ------------ | -------- | ----------------------- | -------- |
| 1 | 06. August 1991 | Australien B | Brisbane | Ballymore Stadium       | 21:15    |
| 2 | 10. August 1991 | Australien   | Sydney   | Sydney Football Stadium | 12:21    |

## Test Match
| 10. August 1991 | Australien                                                             | 21 : 12       | Neuseeland                                              | Sydney Football Stadium, Sydney Zuschauer: 41.565 Schiedsrichter: (Australien) |
| 10. August 1991 | Versuche: Egerton Gavin Erhöhungen: Lynagh (2) Straftritte: Lynagh (3) | (9:9) Bericht | Versuche: I. Jones Erhöhungen: Fox Straftritte: Fox (2) | Sydney Football Stadium, Sydney Zuschauer: 41.565 Schiedsrichter: (Australien) |

Aufstellungen:
- Australien: David Campese, Tony Daly, John Eales, Bob Egerton, Nick Farr-Jones , Timothy Gavin, Tim Horan, Phil Kearns, Jason Little, Michael Lynagh, Roderick McCall, Ewen McKenzie, Willie Ofahengaue, Simon Poidevin, Marty Roebuck
- Neuseeland: Graeme Bachop, Zinzan Brooke, Andy Earl, Sean Fitzpatrick, Grant Fox, Craig Innes, Ian Jones, Michael Jones, John Kirwan, Walter Little, Richard Loe, Steve McDowall, John Timu, Gary Whetton , Terry Wright